# Potenza
Potenza, stad i Italien, huvudort i provinsen Potenza och i regionen Basilicata. Kommunen hade 67 211 invånare (2017). Den har ofta drabbats av svåra jordskalv. Potenza gränsar till kommunerna Anzi, Avigliano, Brindisi Montagna, Picerno, Pietragalla, Pignola, Ruoti, Tito och Vaglio Basilicata.
Potenza anlades på 100-talet f. Kr. och var under antiken Potentia och ligger på platsen för en antik befästning. Den har flera gånger förstörts av jordbävningar, några mer kända 1857 och 1980. Staden är biskopssäte.